# Fuvola
A fuvola aerofon hangszer, az ajaksípos hangszerek közé tartozik. Hangképzés szempontjából a legegyszerűbb hangszerek egyike, valódi fúvókája nincs is, a hangszert a játékos ajkai által a fejrészen lévő befúvónyílásra irányított levegőáram szólaltatja meg. A fuvola csöve játék közben a fúvás irányára merőlegesen, oldalsó helyzetben áll, ezért harántfuvolának is nevezik. A különböző hangmagasságokat hanglyukakkal, billentyűzet segítségével lehet rajta képezni. A fuvolát fúvástechnikája, zenekarbeli szerepe alapján a fafúvós hangszerek közé sorolják annak ellenére, hogy napjainkban már leggyakrabban fémből készül. A legmozgékonyabb hangú fúvós hangszer.
A fuvola gyűjtőfogalom is, jelölheti a fuvola hangszercsalád tagjait, sőt még tágabb értelemben beletartozhat az emberi lélegzettel megszólaltatott ajaksípos hangszerek zöme, például a csőrös fuvolák – vagyis furulyafélék –, a sokféle peremfuvola, edényfuvola, orrfuvola stb.

## Leírása

### A fúvóka

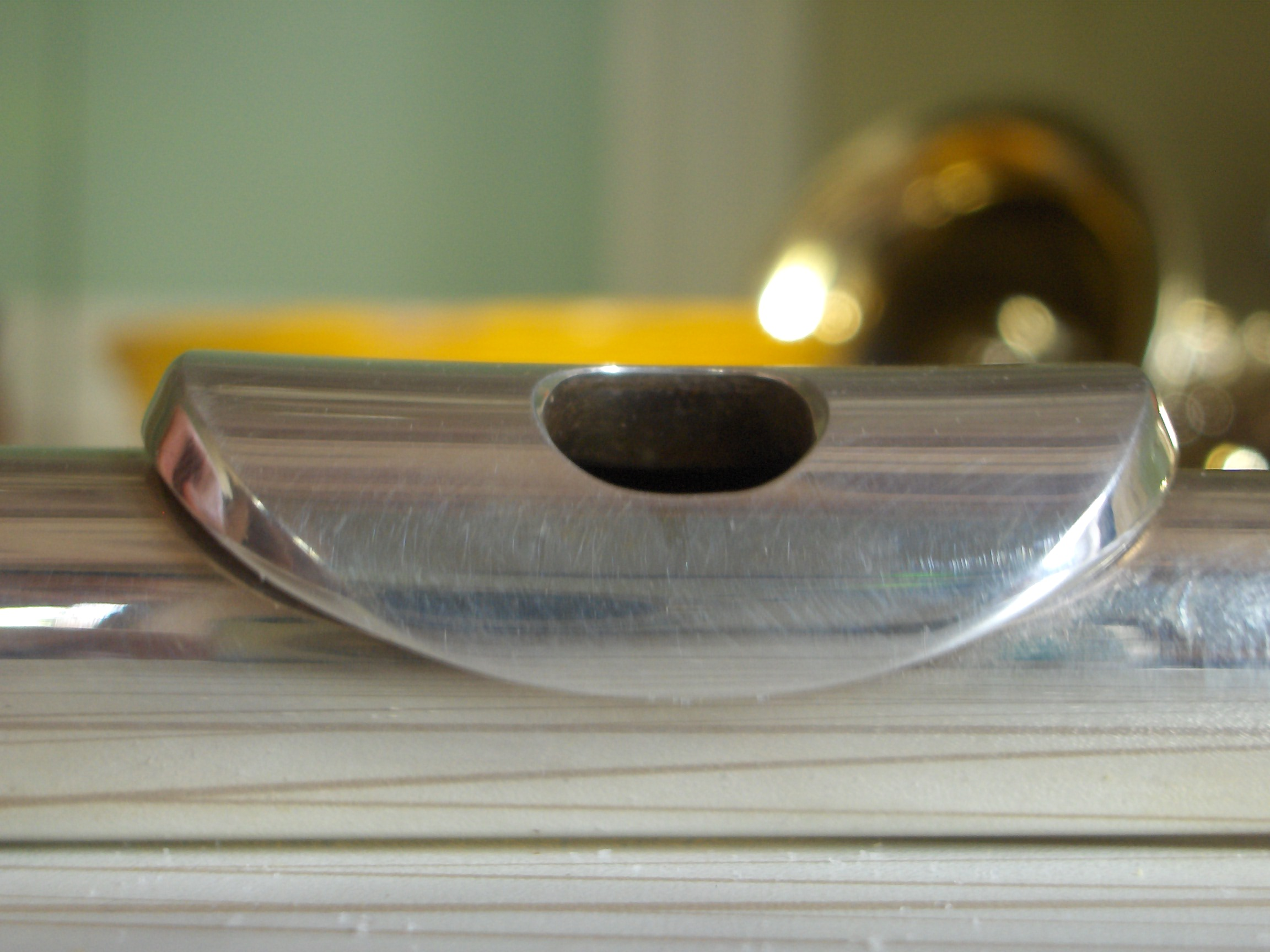
A fuvola fejrésze

A fuvolában – a többi ajaksípos hangszerhez hasonlóan – a hangot eredményező rezgésfolyamat úgy jön létre, hogy egy szűk résen kiáramló levegő éles, ék alakú akadályba ütközik, és az akadálynak hol az egyik, hol a másik oldalán leválva légörvényeket kelt gyors egymásutánban. Az így keletkező rezgés, peremhang egy hozzá csatolt csőrezonátor (hangszertest) légoszlopának önrezgését gerjeszti, hallható zenei hangot létrehozva.
Míg például a furulya vagy az orgonában található ajaksípok fúvókája esetén a levegőáramot létrehozó, terelő légcsatorna a hangszer részét alkotja, addig a harántfuvola esetén ezt a szerepet a hangszerjátékos szájürege, az ajkaival képzett rés tölti be. Ez a levegőáram a hangszer fejrészén lévő kerek, ovális vagy néha lekerekített négyszög formájú nyílás gondosan kialakított peremének ütközve hoz létre hangokat. Ennek előnye az, hogy a zenész a hangkeltésnek több tényezőjét tudja befolyásolni, mint a mechanikusan terelt légáramot használó hangszerek esetén, ami pontosabb intonációt, árnyaltabb, változatosabb, kifejezőbb játékot tesz lehetővé.

### A test
A mai fuvola egy hengeres csőből áll, melynek egyik vége dugóval van lezárva. A zárt vége közelében helyezkedik el a fölfelé néző befúvónyílás, tehát a dugó ellenére a harántfuvola teste akusztikailag mindkét végén nyitott csőnek tekinthető. A fuvola készülhet a többi fafúvós hangszerhez hasonlóan paliszander- vagy grenadilfából, de leggyakrabban fémből, nikkelezett sárgarézből, nikkel-ezüstből; az igényes hangszerek anyaga ezüstötvözet, esetleg arany.
A hangszertest három részre szedhető, ezek a fej, a test és a láb.

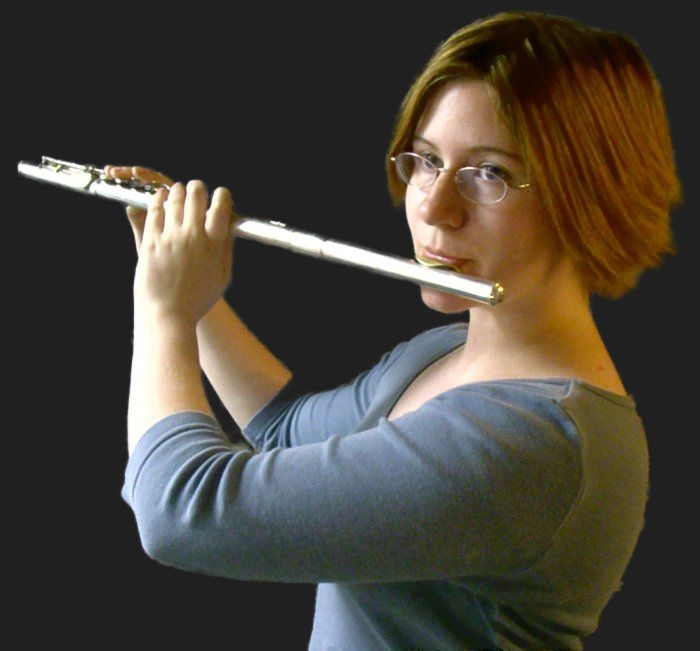
A fuvola tartása, megszólaltatása

A fejrészen van a befúvónyílás, illetve a cső végét lezáró dugó. Furata nem hengeres, hanem a dugó irányában enyhén, „parabolikusan” szűkül. A fejrész anyaga, belső kiképzése, a befúvónyílás mérete, formája alapvetően meghatározza a hangszer hangzását. A finomhangolás is a fejrésznek a testhez képest történő teleszkópszerű elmozdításával történhet. A testen találhatók a hanglyukak, a hanglyukak fedését biztosító mechanika, amit zárt vagy gyűrűs billentyűzet működtet. A lábrészen találhatók a hangszer legalsó hangjait képező hanglyukak, a hozzájuk tartozó mechanikával. A c-láb illetve a h-láb használatától függ az elérhető legmélyebb hang.
A többi fafúvós hangszerhez hasonlóan a fuvolán a különböző hangmagasságokat oly módon képezik, hogy a hanglyukak nyitásával-zárásával a testben rezonáló levegőoszlop hosszúságát módosítják, ami a fuvola – akusztikailag mindkét végén nyitottnak tekinthető – csöve esetén mindig nagyjából a megszólaló hang hullámhosszának fele. Átfúvással, tehát a megfúvás módjának megváltoztatásával a rezgő levegőoszlopot másféle, egy vagy két oktávval magasabb hangnak megfelelő rezgési módok felvételére lehet késztetni, ezzel tovább bővítve a hangkészletet. A fuvolán összesen három oktáv hangterjedelem érhető így el.

## A hangszercsalád
A fuvola a XVII. századtól a XIX. századig magányos hangszer volt, hangszercsaláddá bővülése csak a XX. századtól mutatható ki. Jelenleg több, mint tucatnyi méretben építenek fuvolákat, de ezek közül a legtöbb igen ritka hangszer. A Magyarországon használt leggyakoribb típusok a következők:
| név                            | alaphang | jellemzői, használata |
| ------------------------------ | -------- | --- |
| piccolo                        | d"       | kicsi, éles hangú, elsősorban zenekari tuttiban használják |
| fuvola vagy c-fuvola           | c'       | mindenféle műfajban a leggyakrabban használt típus |
| desz-fuvola                    | desz'    | fúvószenekarban használt, desz alaphangú fuvola; az általában "b"-s (fél hanggal leszállított) alaphanggal büszkélkedő rézfúvós hangszerek miatt a fúvós zenekarra írott darabok többsége is egy "b"-s hangnemben íródott: ezeket egy deszre hangolt fuvolán jóval könnyebb eljátszani |
| altfuvola                      | g        | kicsit nagyobb, mint a normál c fuvola, kvarttal mélyebb |
| basszusfuvola vagy albisiphono | c        | a fejrésze visszahajlik, hogy a játékos keze elérhesse a billentyűket |

## Története
A fuvolafélék az összes fúvós hangszer közül a legegyszerűbb felépítésűek, így elképzelhető, hogy történelmileg a legkorábbi, de bizonyosan a legelterjedtebb fúvós hangszerek közé tartoznak. Ennek ellenére az ókori görögöknél, rómaiaknál nem lehetett különösebben népszerű, hiszen alig maradt fenn ilyen hangszerre utaló forrás, ábrázolás, miközben számtalan adat dokumentálja a nádnyelves hangszerek, pl. az aulosz, a tibia elterjedtségét, közkedveltségét az antikvitásban.

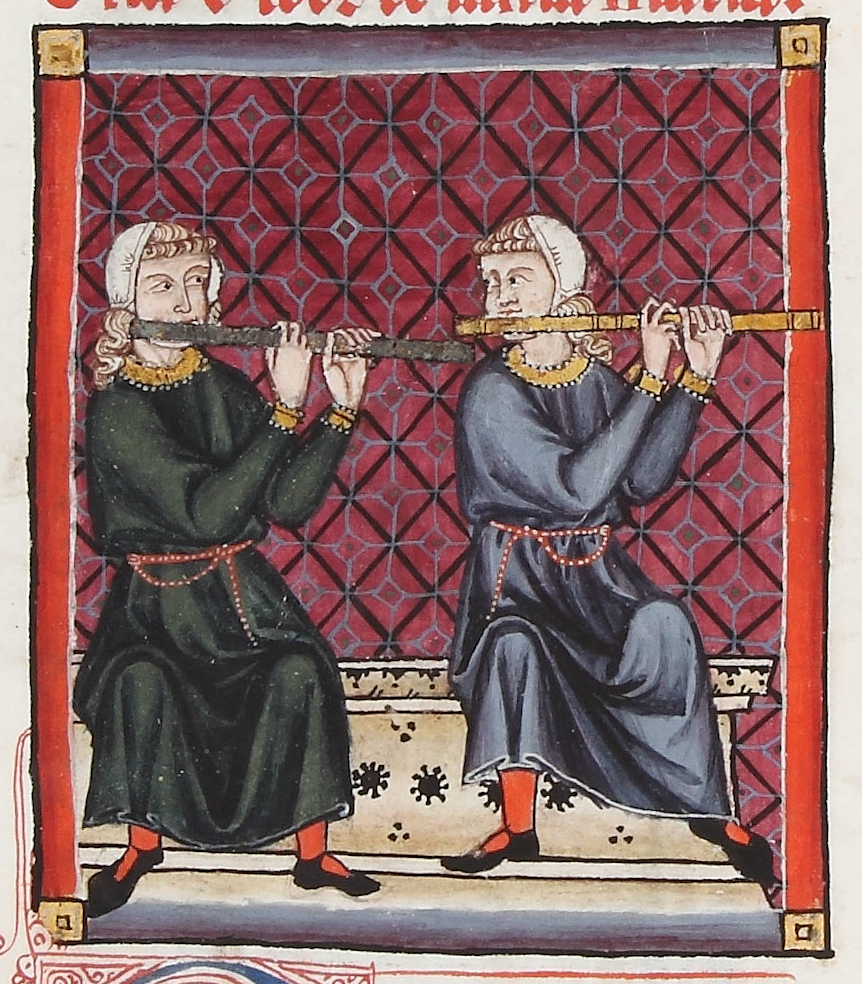
Fuvolások a Cantigas de Santa Maria középkori kézirat illusztrációján

Az európai középkor zenéjébe vélhetően Közép-Ázsiából kerülhetett, az mindenesetre tény, hogy a 13. században már a harántfuvola is, és az egyenes irányban fújt csőrős fuvola, azaz a furulya is ismert volt. A harántfuvolák ebben az időben elsősorban katonai hangszerként, dobok kíséretében szerepeltek, a kifinomultabb zenei ízlés ekkoriban és később, a reneszánszban még inkább a furulyát preferálta. A barokk zenében szintén a furulyának volt nagyobb tekintélye, Johann Sebastian Bach fuvolaszólamait is nagyobb részben ilyen hangszerre, kevésbé a maihoz hasonló harántfuvolára írta.
A 17. században a harántsípok két típusa különült el, a katonai célra használt változat (Querpfeife, fifre) és a tulajdonképpeni harántfuvola (Querflöte, fluste d'Allemand). Ez utóbbi 3–4 féle hangfekvésben készült, anyaga leggyakrabban szilvafa vagy bukszus, de hegyikristályból, üvegből, később elefántcsontból, ébenfából, ezüstből is készítették.
Kb. 1650-ig a fuvolát egy darabból, hengeres furattal építették hat hanglyukkal. Ekkor jelent meg a több darabból összerakható hangszertípus, melynek csak fejrésze volt hengeres, a testének többi része kúpszerűen szűkülő, a lábrésznél pedig kissé táguló furattal rendelkezett. A részekből álló hangszer méretezése pontosabb lehetett, darabjainak teleszkópszerű tologatása a tisztább behangolást segítette elő. Ezzel egy időben kezdtek egyes hangokat billentyűk hozzáadásával elérhetővé tenni. Az új konstrukciójú hangszer kifejlesztésében, népszerűsítésében nagy szerepe volt Johann Joachim Quantz (1697–1773) fuvolavirtuóznak, II. Frigyes porosz király zenemesterének. E módosítások révén a 18. században a harántfuvola fokozatosan átvette riválisa, a furulya helyét, nagyon népszerű hangszerré vált.
A fuvola ma ismert formájának kialakítása – több más fúvós hangszeré mellett – Theobald Böhm (1794–1881) fuvolaművész és aranyműves nevéhez fűződik. 1832-ben készült hangszerén a hanglyukak helyét és átmérőjét nem az emberi kéz anatómiájához igazította, hanem akusztikai megfontolások alapján határozta meg. Minden félhanghoz egymástól azonos távolságra lévő külön hanglyukat rendelt, melyeket gyűrűs billentyűk segítségével fedett. 1847-ben a kúpszerű furat helyett hengeres fémtestet alkalmazott 15 lyukkal és 23 billentyűvel. Ezekkel az újításokkal sikerült kijavítania a hangszer régi hiányosságait, hamisságát, kiegyenlítetlen hangzását, a játéktechnikai nehézségeket. Azóta a fuvola konstrukciója, méretezése alig változott.

## Népi fuvolák
Harántfuvolák Európában és Latin-Amerikában is előfordulnak népi hangszerként, fából vagy nádból készítve, általában hat hanglyukkal. A magyar népzenében is általánosan ismert oldalfúvós furulya, flajta, flóta néven. Hangja valamivel élesebb a végén fúvós, dugós népi furulyáénál, annál ritkábban előforduló hangszer.

## Ismert fuvolisták

### Külföldi fuvolisták
- Marcel Moyse
- Leonardo De Lorenzo
- James Galway
- Jean-Pierre Rampal
- Emmanuel Pahud
- Ian Anderson
- Philippe Boucly
- Herbie Mann
- James Moody
- Nestor Torres
- Artie Webb
- Davide Formisano
- Michael Martin Kofler
- Lizzo

### Magyar fuvolisták
- Alföldy-Boruss Eszter
- Bálint János
- Bán Annamária
- Bán Máté
- Bántai Vilmos
- Barth István
- Csetényi Gyula
- Drahos Béla
- Drahos Rebeka
- Dratsay Ákos
- Berényi Bea
- Détári Anna
- Földesi Péter
- Fülep Márk
- Gyöngyössy Zoltán
- Győri Noémi
- Hegyesi Gabriella
- Horgas Eszter
- Illés Eszter
- Ittzés Gergely
- Jeney Zoltán
- Kovács Imre
- Kovács Loránt
- Lakat Zoltán
- Lass Zoltán
- Matuz István
- Matuz Gergely
- Nagy Edit
- Nemes Janó
- Pálhegyi Máté
- Pfaff Erika
- Petrovics Anna
- Romos Zsolt
- Seres Dóra
- Simon Dávid
- Somogyi Júlia
- Szabó Norbert
- Török Ádám
- Varga Laura
- Vámosi-Nagy Zsuzsa
- Zöld János